# SCT Lubricants
Die UAB SCT Lubricants (lt. UAB; dt. geschlossene Aktiengesellschaft) ist ein Hersteller von Motorenöl, Fetten und Additiven für den automobilen Aftermarket im Baltikum. Das Werk befindet sich in der Ostseehafenstadt Klaipėda, Litauen, mit direktem Zugang zu internationalen Schifffahrtsrouten. Jährlich werden mehr als 100.000 Tonnen an Schmierstoffen in 120 Länder weltweit exportiert.

## Geschichte

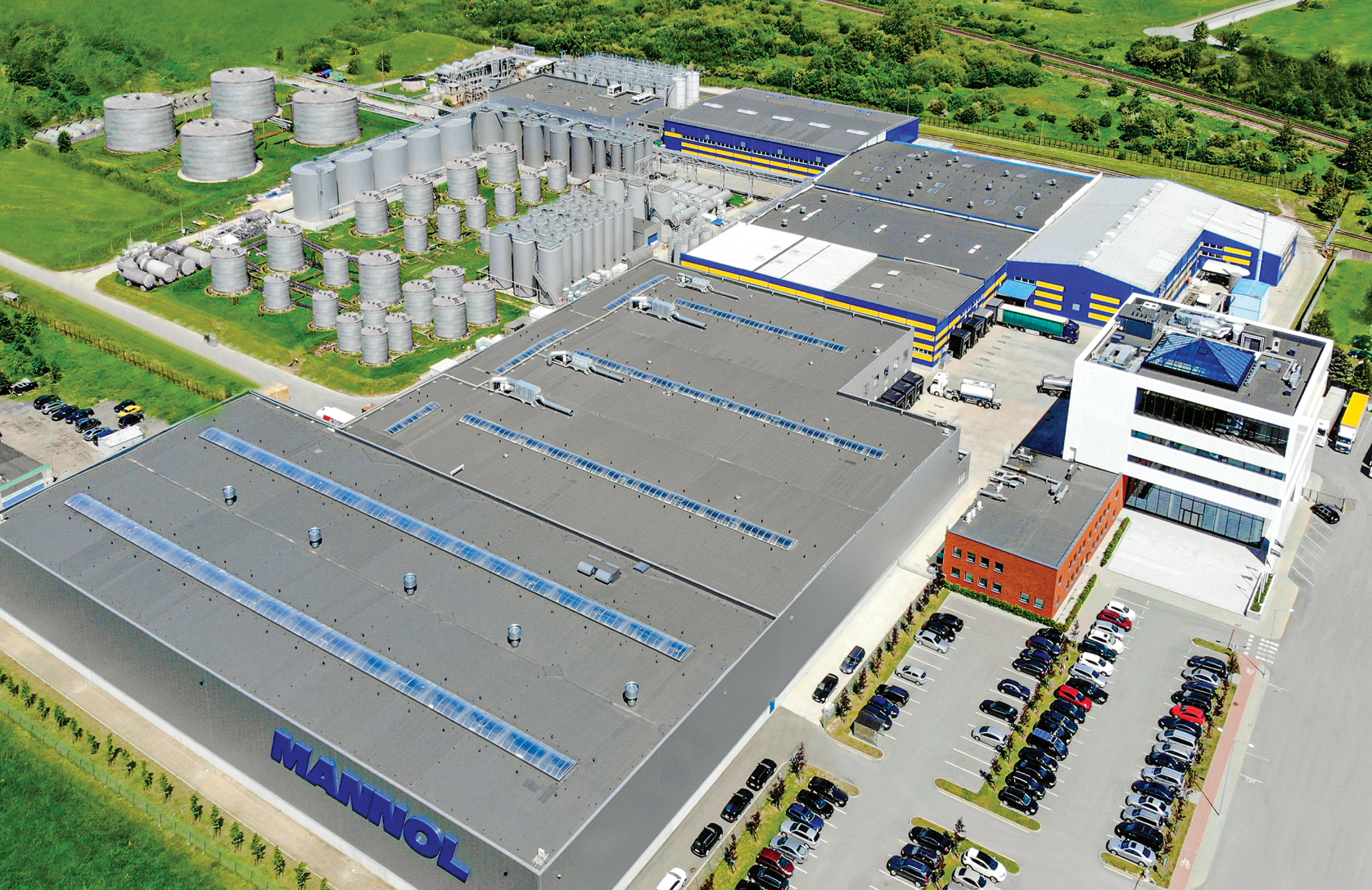
SCT Lubricants aus der Vogelperspektive

Der Ursprung des Werkes reicht zurück bis ins Jahr 1962. Ursprünglich bestand es als ein Tanklager, das neben Öl auch Kraftstoffe produzierte. Das Depot war bis 1993 in Betrieb, bis es privatisiert und in eine Schmierstofffabrik unter der Firmierung Pemco Kuras (lt. kuras, dt. Kraftstoff) umgewandelt wurde. Mit der neuen Geschäftsführung begann im März 1994 die Ölproduktion mit dem ersten Motorenöl unter neuem Namen.
Im Jahre 2003 begann zwischen dem deutschen Unternehmen SCT-Vertriebs GmbH und der Pemco Kuras eine Kooperation. SCT spezialisierte sich im Verkauf von Schmierstoffen und Kfz-Ersatzteilen.
Im Zuge der Umstrukturierung und Erweiterung führte SCT Lubricants 2008 nach und nach neue Abfülllinien ein, sodass sich ihre Anzahl von ursprünglich 2 auf derzeit 16 erhöhte. Ein Jahr später folgte die Errichtung einer neuen Lagerhalle. Im Jahr 2011 wurden sowohl neue Mischanlagen als auch das sogenannte Pigging-System zur Leitungsreinigung installiert. Um die Produkte vor Ort prüfen zu können, wurde 2012 ein Labor gebaut. Im selben Jahr begann ebenfalls die werkseigene Plastikgebindeherstellung. Die werkseigene Metallgebindeherstellung wurde 2018 eingeführt. Die heutige Gesamttankkapazität beträgt 40 Millionen Liter auf einem 10 Hektar großen Werksgelände.

## Produkte
Der weltweite Vertrieb der Erzeugnisse erfolgt unter den eingetragenen Markennamen MANNOL, FANFARO, PEMCO und CHEMPIOIL. Je nach Marke umfasst das Sortiment neben Motoren- und Getriebeölen auch Additive und Kfz-Pflegeprodukte. Weitere Produktkategorien sind Industrie- und Schiffsmotorenöle, Fette sowie Spezialschmierstoffe für Nutzfahrzeuge, Motorräder und Landwirtschaftstechnik.
2021 wurde mit der Eintragung im DPMA die Produktpalette um die  SCT ESTER Technologie erweitert.

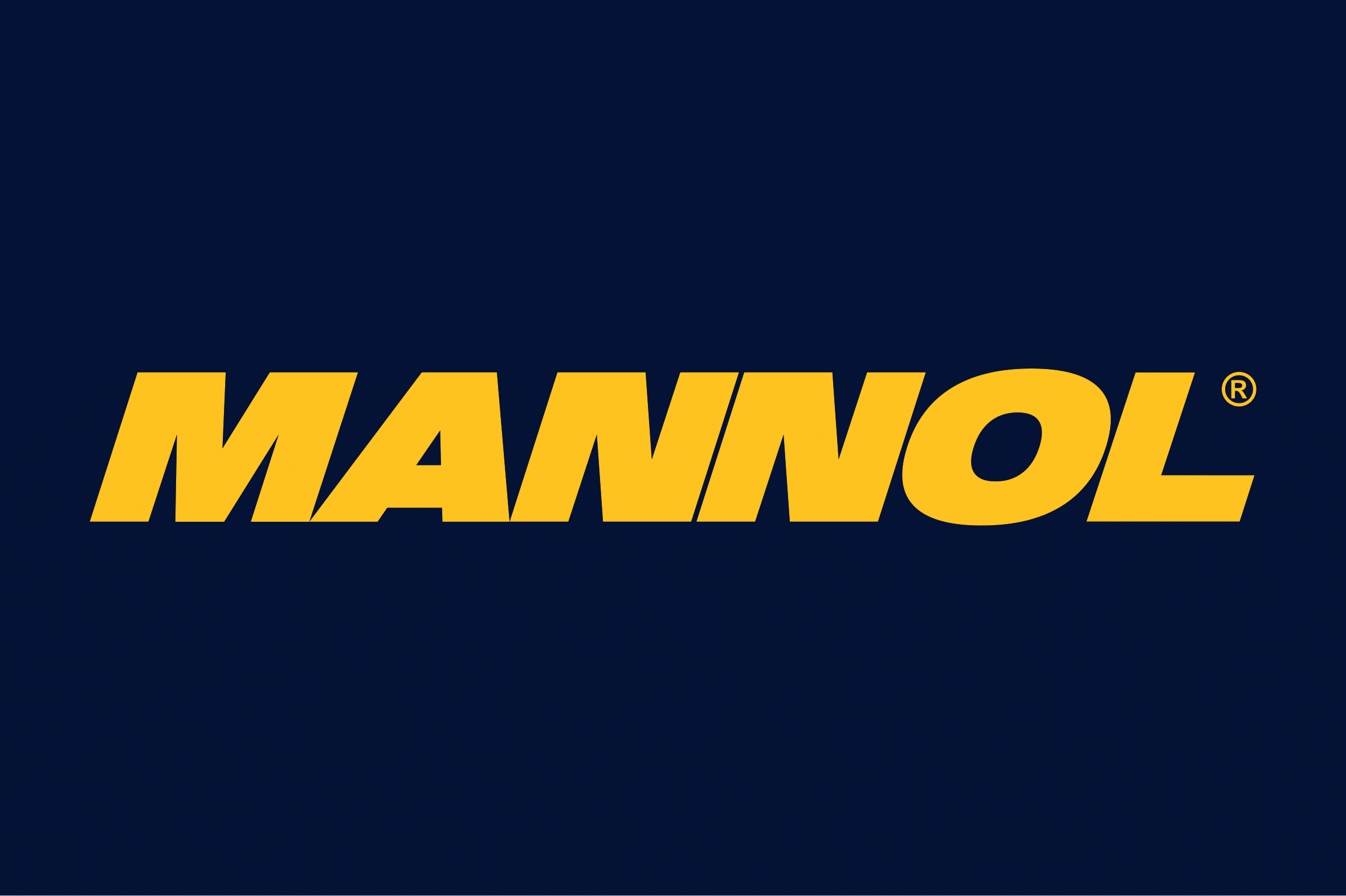
MANNOL-Markenlogo

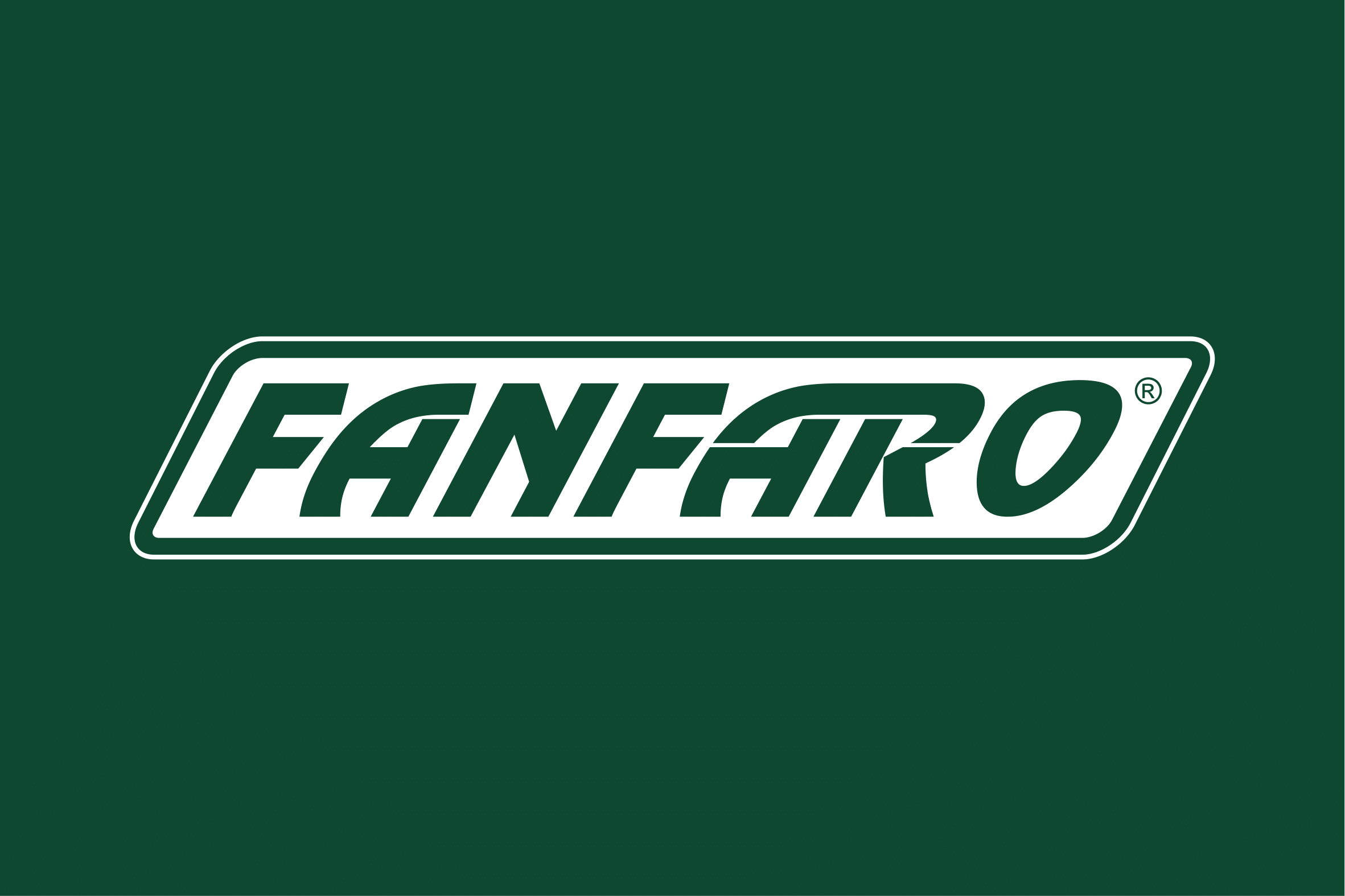
FANFARO-Markenlogo

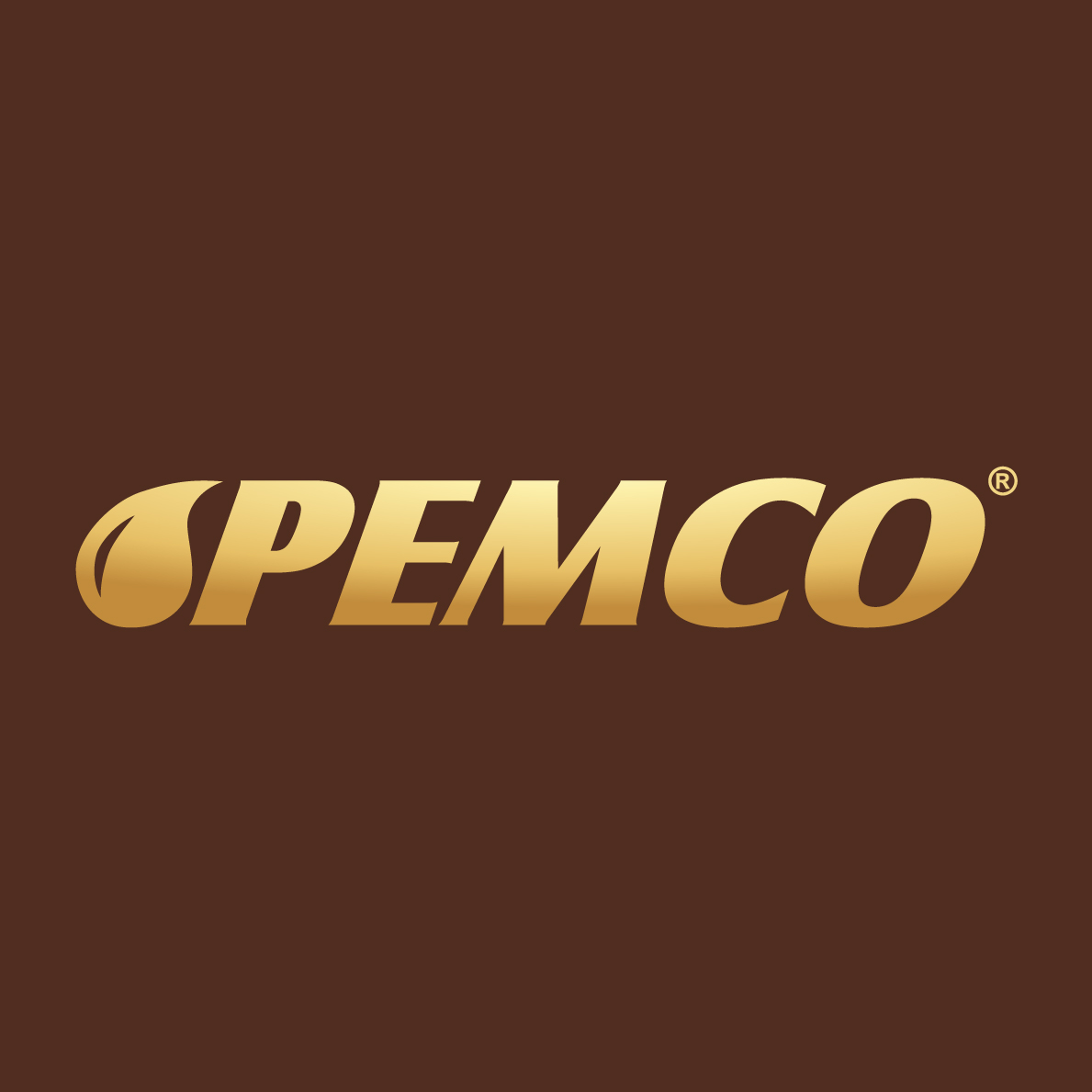
PEMCO-Markenlogo

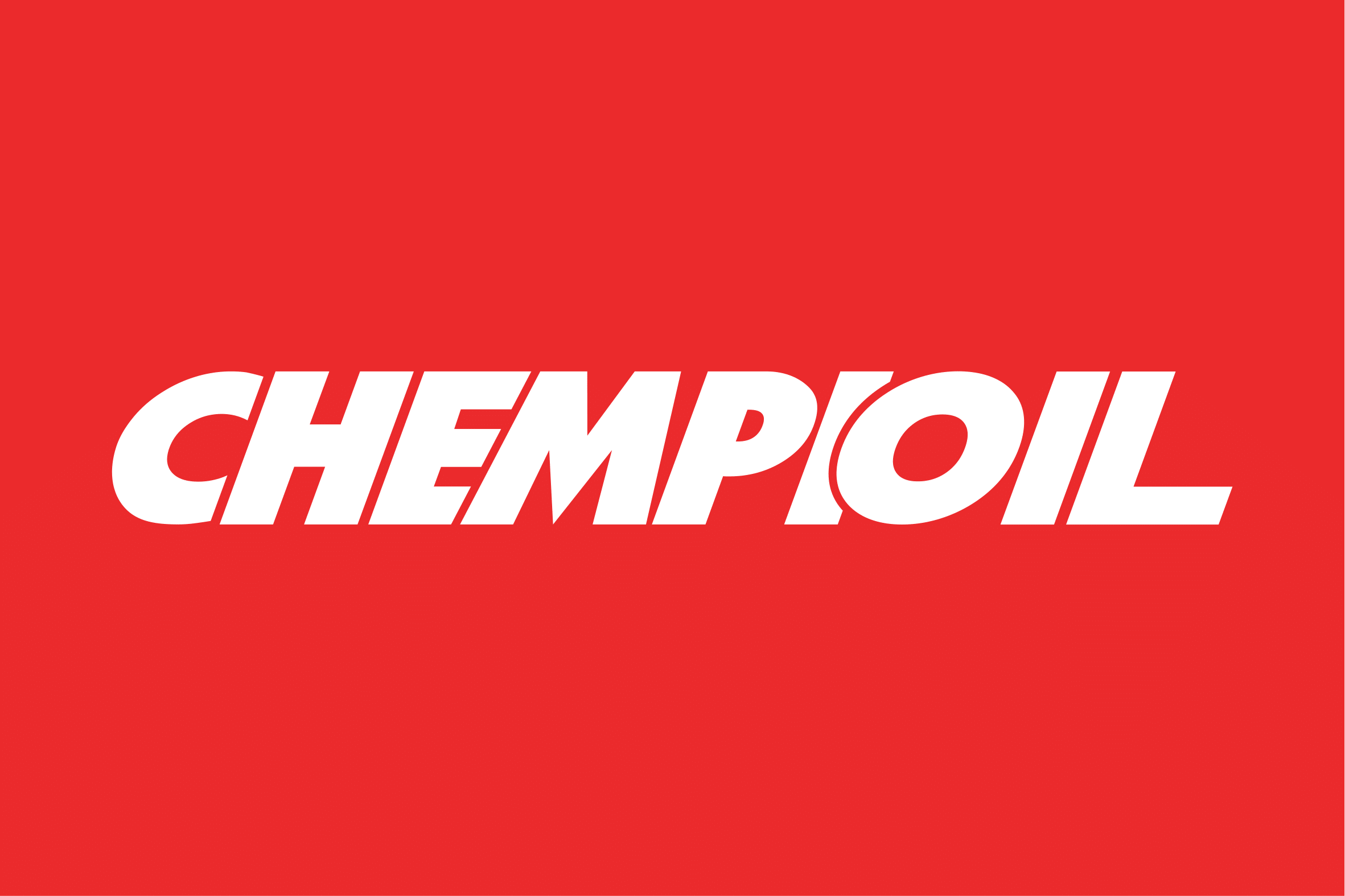
CHEMPIOIL-Markenlogo

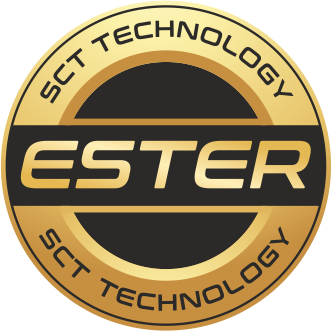
ESTER-Markenlogo